# شیست سبز

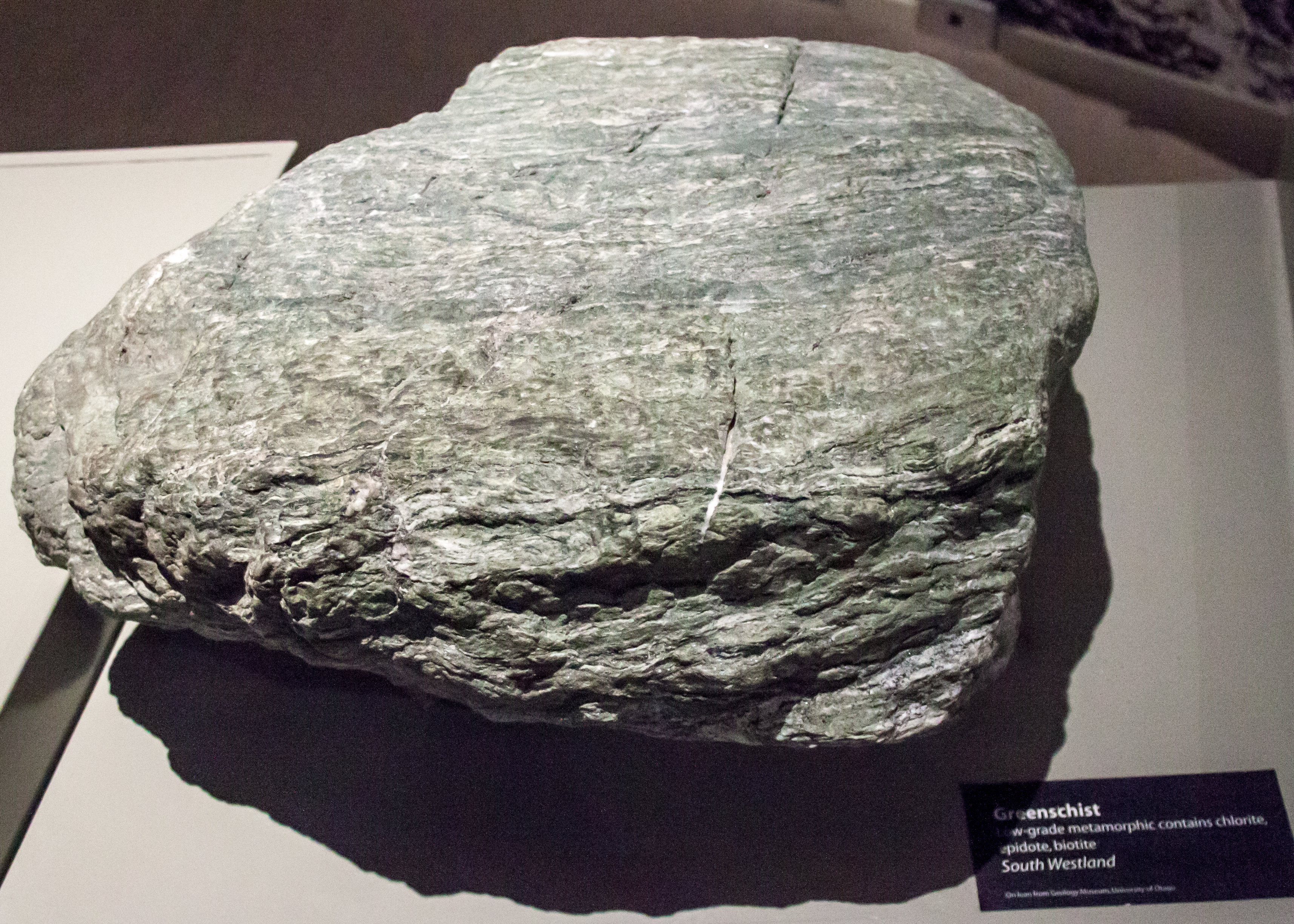
شیست سبز

شیست سبز سنگ دگرگونی است که تحت دما و فشار پایین و معمولاً بر اثر دگرگونی ناحیه ایی، غالباً در دماهای ۳۰۰ تا ۴۵۰ درجهٔ سانتی گراد (۵۷۰ تا ۸۴۰ درجهٔ فارنهایت) و فشار ۲ الی ۷ کیلوبار(۱۴٬۵۰۰ الی ۵۸٬۰۰۰ پوند بر اینچ مربع psi) شکل گرفته است. شیست سبز معمولاً دارای مقادیر فراوانی از کانی سبز همانند کلریت، سرپانتین، اپیدوت و کانی‌های صفحه ای همچون موسکویت و سرپانتین‌های صفحه ای می‌باشد. صفحه ایی بودن سبب تمایل به جدایش یا شیستوارگی می‌گردد. سایر کانی‌های معمول در این سنگ شامل کوارتز، ارتوکلاز، تالک، کانی‌های کربناته و آمفیبول (اکتینولیت) می‌باشد.
شیست سبز زمینهٔ اصلی تعریف سنگ شناختی سنگ‌های مافیک آتشفشانی دگرگونی یا دگرسانی است. در اروپا واژهٔ پاراسینیت در برخی موارد برای این نوع از سنگ‌ها به کار برده می‌شود. برخی اوقات گرین استون، شیست سبزی محسوب می‌گردد اما می‌تواند نوعی از سنگ بدون شیست وارگی و به خصوص از نوع متابازالت (اسپیلیت یا پیکیریت) باشد. رنگ سبز این سنگ بر اساس فراوانی و غالب بودن کانی‌های سبز  کلریت، اکتینولیت و اپیدوت می‌باشد. با این حال در صورتی که پیروکسن‌های اولیه به کلریت یا اکتینولیت تبدیل نگردند، رنگ بازالت‌ها کاملاً سیاه باقی می‌ماند. به منظور توصیف نام یک سنگ می‌بایست از حالت شیست وارگی یا در برخی موارد از برگ وارگی یا لایه بندی استفاده نمود. سنگ‌های مشتق شده از بازالت، گابرو یا سنگ‌های مشابه شامل کانی‌های فلدسپار پلاژیوکلاز غنی از سدیم، کلریت، اپیدوت و کوارتز می‌باشند.

## سنگ‌شناسی

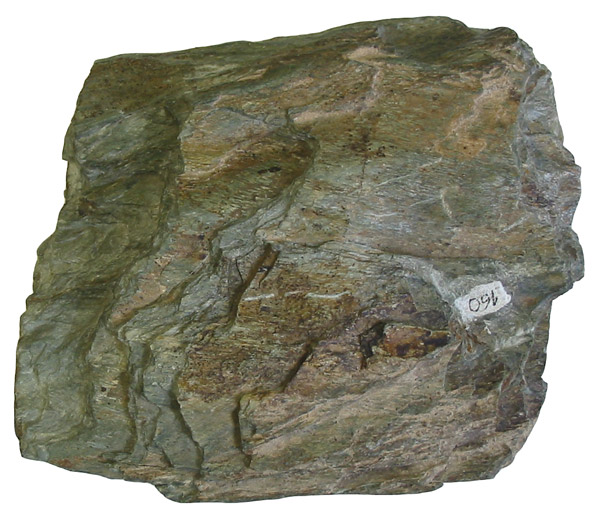
کلریت شیست، نوعی شیست سبز

شیست سبز به عنوان نوعی از سنگ به واسطه حضور کانی‌های کلریت و اکتینولیت و در برخی موارد آلبیت یا اپیدوت تشخیص داده می‌شود. شیست سبز اغلب دارای بافت لبیدوبلاستیک، نماتوبلاستیک یا شیست وارگی است که در درجهٔ اول توسط کانی‌های کلریت و اکتینولیت مشخص می‌گردد. اندازهٔ دانه‌ها در درجهٔ اول با توجه به مجموعهٔ کانیایی، به ندرت درشت می‌باشد. کلریت و به میزان کمتر اکتینولیت به شکل معمول ویژگی‌های بلوری از جمله ریزدانه بودن، مسطح بودن یا حالت سوزنی شکل را از خود به نمایش می‌گذارند.

## رخسارهٔ شیست سبز

نمودار مقادیر دما- فشاری رخساره‌های دگرگونی.

رخساره شیست سبز با توجه به شرایط خاص دما و فشار مورد نیاز بازالت دگرگونی به منظور شکل دهی کانی‌های کلریت، اکتینولیت و آلبیت متعلق به رخساره شیست سبز مشخص می‌گردد. رخساره شیست سبز حاصل فرایند دگرگونی دمای پایین و فشار متوسط می‌باشد. شرایط دگرگونی که باعث ایجاد مجموعه رخساره‌های شیست سبز می‌گردد در اصطلاح توالی رخساره بارووین و توالی کم فشار آبوکوما نامیده شده است. دمای تقریبی این فرایند ۴۰۰ الی ۵۰۰ درجه سانتی گراد (۷۵۰ الی ۹۳۰ درجه فارنهایت) و عمق حدوث آن در حدود ۸ تا ۵۰ کیلومتر (۵ الی ۳۱ مایل) است که به شکل معمول سنگ‌های رخساره شیست سبز را در خود جای داده است.
مجموعهٔ متعادل کانیایی سنگ‌های مرتبط با شرایط رخسارهٔ شیست سبز بر اساس ترکیب اولیه سنگ می‌باشد.
- بازالت:  کلریت + اکتینولیت + آلبیت +/- اپیدوت
- اولترامافیک:  کلریت + سرپانیتن+/- تالک +/- ترمولیت +/- دیوپسید +/- بروسیت
- پلیت: کوارتز +/- آلبیت +/- آلکالی فلدسپار +/-  کلریت، موسکویت، گارنت، پیروفیلیت +/- گرافیت
- کالک سیلیکات‌ها: کلسیت +/- دولومیت +/- کوارتز +/- میکاها، اسکاپولیت، ولاستونیت و غیره

با نگاه دقیق تری به جزئیات، رخسارهٔ شیست سبز به دو زیر گروه شیست سبز فوقانی و تحتانی تقسیم می‌گردد. نوع دما پایین از نوع انتقالی بوده و با رخسارهٔ پرهنیت – پومپلئیت همپوشانی دارد و نوع دما بالا نیز با رخسارهٔ زیر آمفیبولیت همپوشانی دارد.
در صورتی که تدفین در امتداد خط سیر دگرگونی توالی بارووین ادامه یابد، رخسارهٔ شیست سبز به مجموعهٔ رخساره‌های آمفیبولیت که تحت تسلط آمفیبول است و در نهایت به رخسارهٔ رخساره گرانولیت تبدیل می‌گردد. دگرگونی کم فشار مجاورتی معمولی باعث ایجاد آلبیت- اپیدوت هورنفلس می‌گردد و در فشارهای بالا و اعماق بیشتر باعث ایجاد اکلوژیت می‌گردد.
بازالت‌های اقیانوسی در مجاورت پشته‌های میان اقیانوسی به شکل معمول دگرسانی زیر شیست سبز را از خود به نمایش می‌گذارند. کمربند گیرین استون متعلق به سپرهای قاره‌ای متعلق به دورهٔ آرکئن معمولاً به رخسارهٔ شیست سبز دگرسان می‌شوند. این سنگ‌های قدیمی به عنوان سنگ میزبان انواع مختلف نهشته‌های مواد معدنی در استرالیا، نامیبیا و کانادا مورد توجه قرار دارد.
همچنین سنگ‌های مشابه شیست سبز، در صورتی که سنگ اصلی (سنگ مادر) آنها به میزان لازم غنی از منیزیم باشند، می‌توانند تحت شرایط رخسارهٔ شیست آبی شکل گیرند. این موضوع دلیل کمبود شیست‌های آبی متعلق به پیش از ابردوران پیشین زیستی در ۱۰۰۰ میلیون سال پیش را توضیح می‌دهد؛ یعنی زمانی که پوستهٔ اقیانوسی زمین به نسبت پوستهٔ اقیانوسی فعلیش بیشتر دارای منیزیم بود.

## کاربرد

### اروپا
بین سال‌های ۱۶۰۰ تا ۱۶۵۰ قبل از میلاد در Minoan Crete، از شیست سبز و شیست آبی برای هموار نمودن خیابان‌ها و حیاط خانه‌ها استفاده می‌شد. به احتمال زیاد این سنگ‌ها از سواحل شمالی کرت مرکزی در Agia Plagia استخراج می‌شده است.
در سرتاسر اروپا سنگ شیست سبز برای ساخت تبر استفاده می‌شد. چندین جایگاه مختلف از جمله (Great Langdale) در انگلستان شناسایی شده‌اند.

### شرق آمریکای شمالی
صورتی از کلریت شیست در جوامع ماقبل تاریخ بومیان آمریکا به منظور تولید تبر، اسکنه و همچنین وسایل زینتی رایج بوده است. در دورهٔ میانی Woodland، شیست سبز یکی از بسیار وسایل مبادله ای بود که در شبکهٔ تبادل فرهنگ Hopewell بود که در برخی موارد تا هزاران کیلومتر نیز حمل می‌شده است.
در طول دوران Mississippian، ظاهراً موجودیت سیاسی حاکم به واسطهٔ Moundville بر روی تولید و توزیع شیست سبز تأثیر بسزایی داشته است. منابع Moundville مبین این است که از دو مکان مجزا از سازند مرکزی و شرقی Hillabee واقع در آلاباما نشاط گرفته‌اند.